# Kasteel Doenrade
Kasteel Doenrade ligt aan de rand van het gelijknamige dorp Doenrade (gemeente Beekdaelen) in Nederlands-Limburg. Het kasteel wordt voor het eerst in 1170 genoemd. Het is een van de oudste kastelen van Limburg. In vroegere jaren was dit kasteel een slot met grachten eromheen. Het kasteel werd bewoond door belangrijke adellijke families. Zo rekende men het geslacht Brempt (1196) en Dobbelstein (1224) tot de oeradel.

## Het adellijke geslacht van Brempt tot Doenrade
Omstreeks 1300 werd het kasteel bewoond door de familie van Dobbelstein tot Doenraedt. In de eerste helft van de 15e eeuw was het in bezit van Godart van Dobbelstein van Doenrade, hij was ambtenaar van Millen (1433) en stadhouder (1444) van de Keurkeulse Mankamer in Heerlen. In 1429 huwde zijn dochter Bela met Johan van Brempt genoemd Lieck, voogd van Heinsberg. Ze bleven wonen op de eerste verdieping van het ridderhuis Unterlieck. Op oudere leeftijd, pas in het jaar 1462, erfde Bela Dobbelstein kasteel Doenrade. Hiermee kwam Doenrade in bezit van de adellijke familie van Brempt tot Doenraedt die zich ook Van Lieck noemde. Steven van Brempt, ook wel oude Lieck genoemd, was de eerste van het geslacht die zich “van Brempt tot Doenrade” had genoemd. Hij was een kleinkind van Bela Dobbelstein.
In 1523 en 1539 is er sprake van een Krein van Lieck tot Doenrade. De familie Van Brempt bleef bezitter van kasteel Doenrade tot ca. 1700. Het wapen van Van Brempt, staat verwerkt op een plaat van het kasteel. Het familiewapen een drietal horizontale balken is boven de ingang ervan te zien.

### De familie van Brempt genoemd Lieck (Leeck) van Doenrade en hetLand van Valkenburg
De familie van Brempt had als lid van de ridderschap zitting in de Landdag. Dat was een gezamenlijke vergadering van adellijke ridders in het Land van Valkenburg. Naast het lidmaatschap van de Landdag waren ze tevens generaties lang voor het vrijheren riddergeslacht van Steithagen te Welten substituut-stadhouder van het Land van Valkenburg. Een aantal namen met jaartallen zijn: Johan Leeck van Doenrade (zoon van Steven van Brempt) 1558, Johan Steven van Brempt genaamd Leeck 1573, Jacob van Brempt genaamd Leeck 1546, Jacob van Brempt genaamd Leeck 1600.

## De familie de Limpens en de stichting Jan de Limpens
In 1856 verhuist vanuit Sittard de kantonrechter en tevens burgemeester van Oirsbeek, Johan Lodewijk Christiaan de Limpens naar dit kasteel. Hij was geboren in 1793 te Doenrade en waarschijnlijk waren zijn ouders reeds de bezitters van dit kasteel. Hij huwde met barones Catharina Josephina Sophia van Guaita. Hij vermaakte in 1886 al zijn bezittingen aan een stichting, die heden nog bestaat: ”de weldadige stichting Jan de Limpens”. Deze stichting stelt zich tot doel arme mensen te helpen. Boeren die tegenslag hadden door ziekten onder het vee, konden bij deze stichting geld krijgen. Voor studerende kinderen kon men studiegeld krijgen (uitgezonderd degenen die voor arts of advocaat studeerden). De broer van Johan Lodewijk de Limpens, Carel Cornelius de Limpens was geestelijk gestoord. Beiden waren de stichters van de Weldadige Stichting. Hij erfde van zijn broer het kasteel met inventaris en genoeg geld om verpleegd te worden. Ook hij vermaakte alles aan de stichting Jan de Limpens. Op 4 september 1893 was de tak van familie De Limpens uitgestorven.

## De twintigste en eenentwintigste eeuw
Na de bewoners De Limpens heeft vanaf 1925 het kasteel dienstgedaan als nonnenklooster waar oude mannen werden verpleegd. Van 1960 tot 1969 is het kasteel in gebruik geweest als politieschool. Van 1978 tot 1985 is het kasteel in bezit geweest van de heer Motké, die er een meubelzaak exploiteerde onder de naam Elite Meubel. Vanaf 1985 heeft het kasteel nog twee jaar dienstgedaan als restaurant.
Het kasteel wordt ook wel "Doonderhuuske" genoemd, naar analogie van andere kleinere kastelen in de streek ten noorden van Brunssum (Sjilvenderhuuske in Schinveld, Etzelderhuuske in Etzenrade). Op deze kastelen werd sinds de Middeleeuwen rechtgesproken. Ze waren als "rechtbank" echter ondergeschikt aan de hogere instantie van de heren van Brunssum. Vandaar dat het kasteel in die plaats de naam Genhoes (Kasteel Op Gen Hoes) droeg, wat zoveel betekent als "hét huis bij uitstek". De voormalige gemeentenaam Onderbanken herinnert aan de "onderrechtbanken".
Van 1987 tot 1991 heeft Kasteel Doenrade leeggestaan. In 1991 is men begonnen met de verbouwing en renovatie van het kasteel. Op 1 mei 1993 is het kasteel geopend als Hotel & Restaurant Kasteel Doenrade.
Het huidige witgepleisterde kasteel is sinds de 16e eeuw ontstaan op de plaats van een ouder huis. Begin jaren 30 werden er aan het kasteel een vleugel en een toren toegevoegd, waardoor het zijn huidige vorm kreeg.

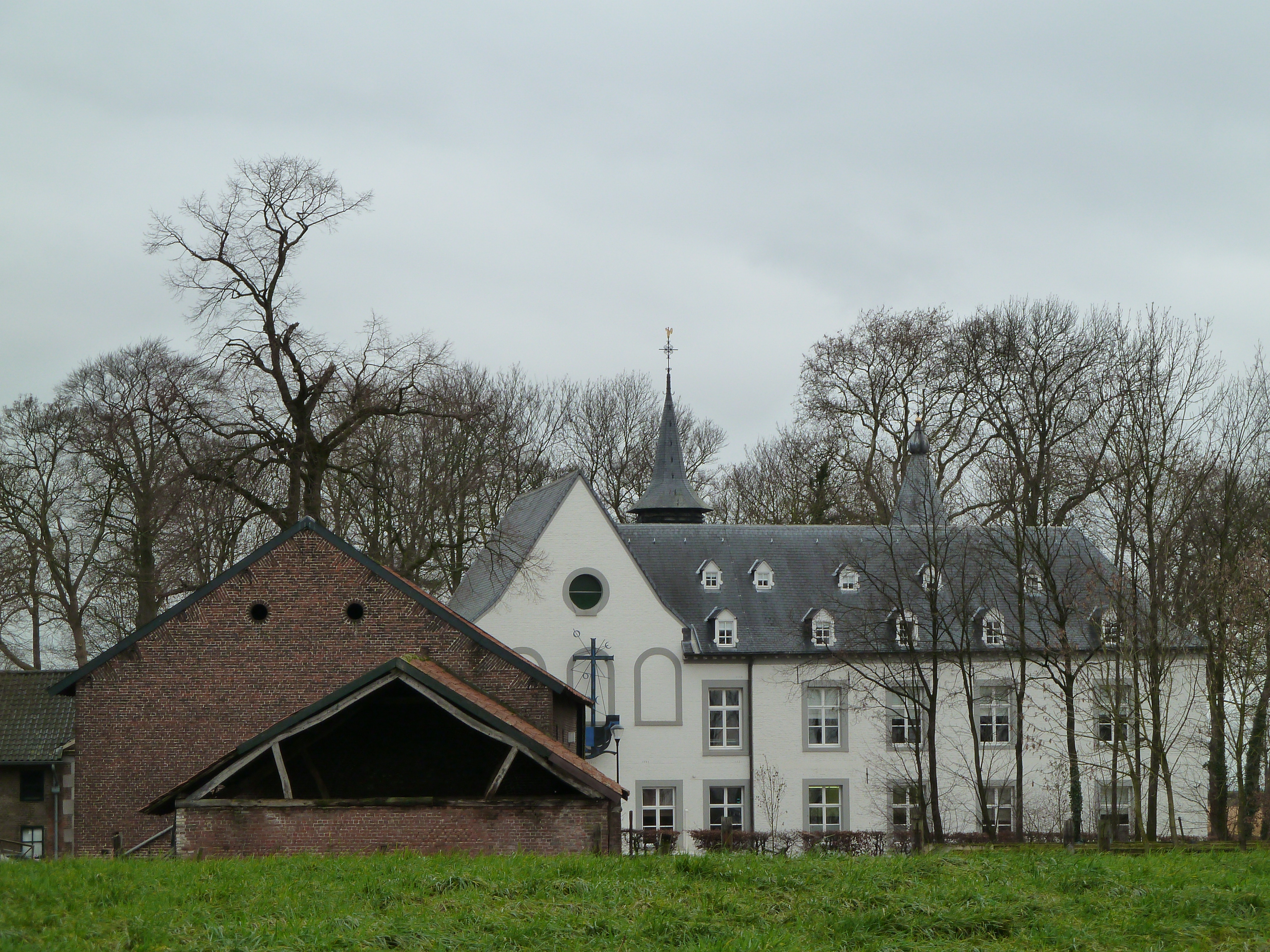
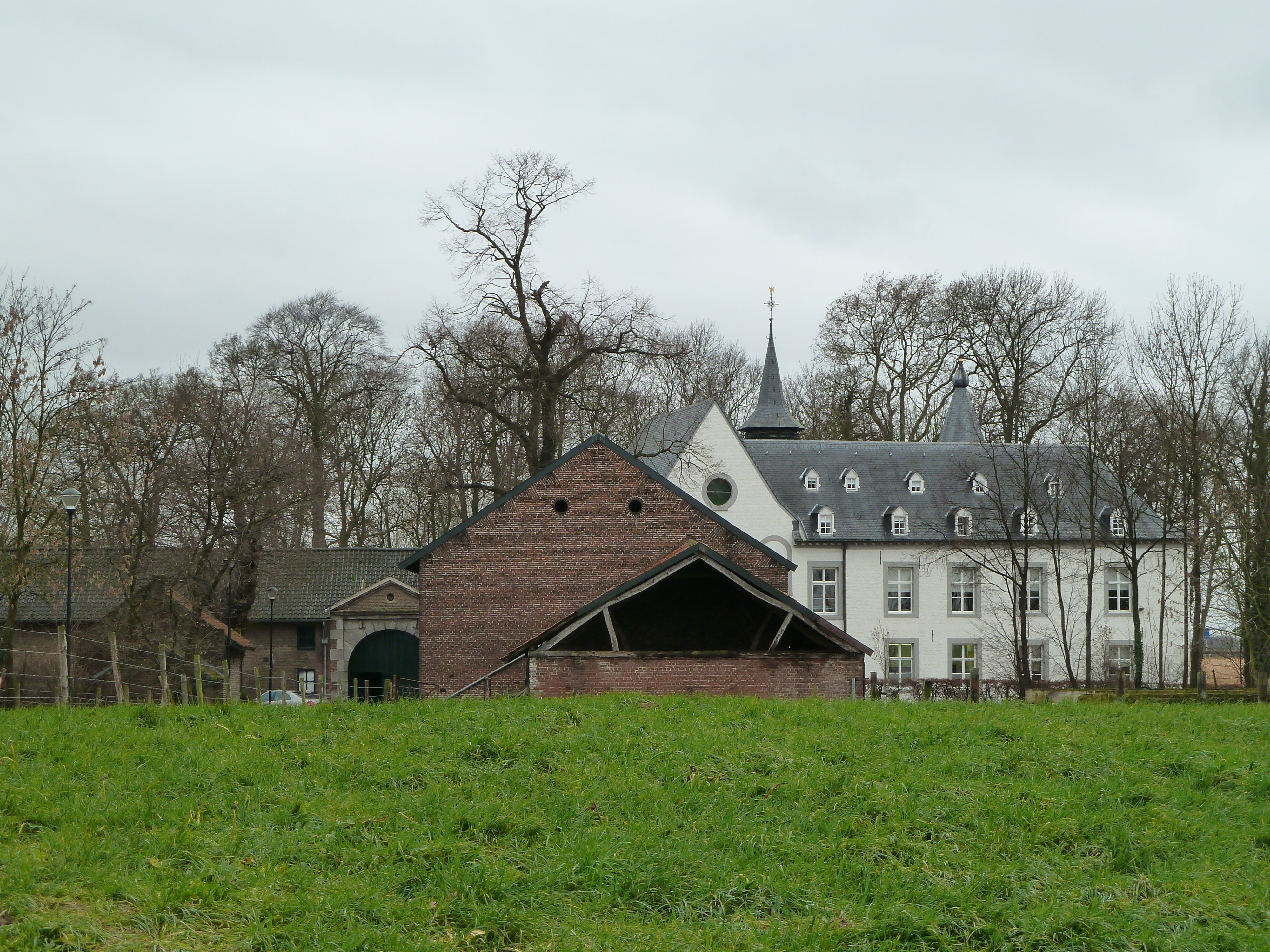
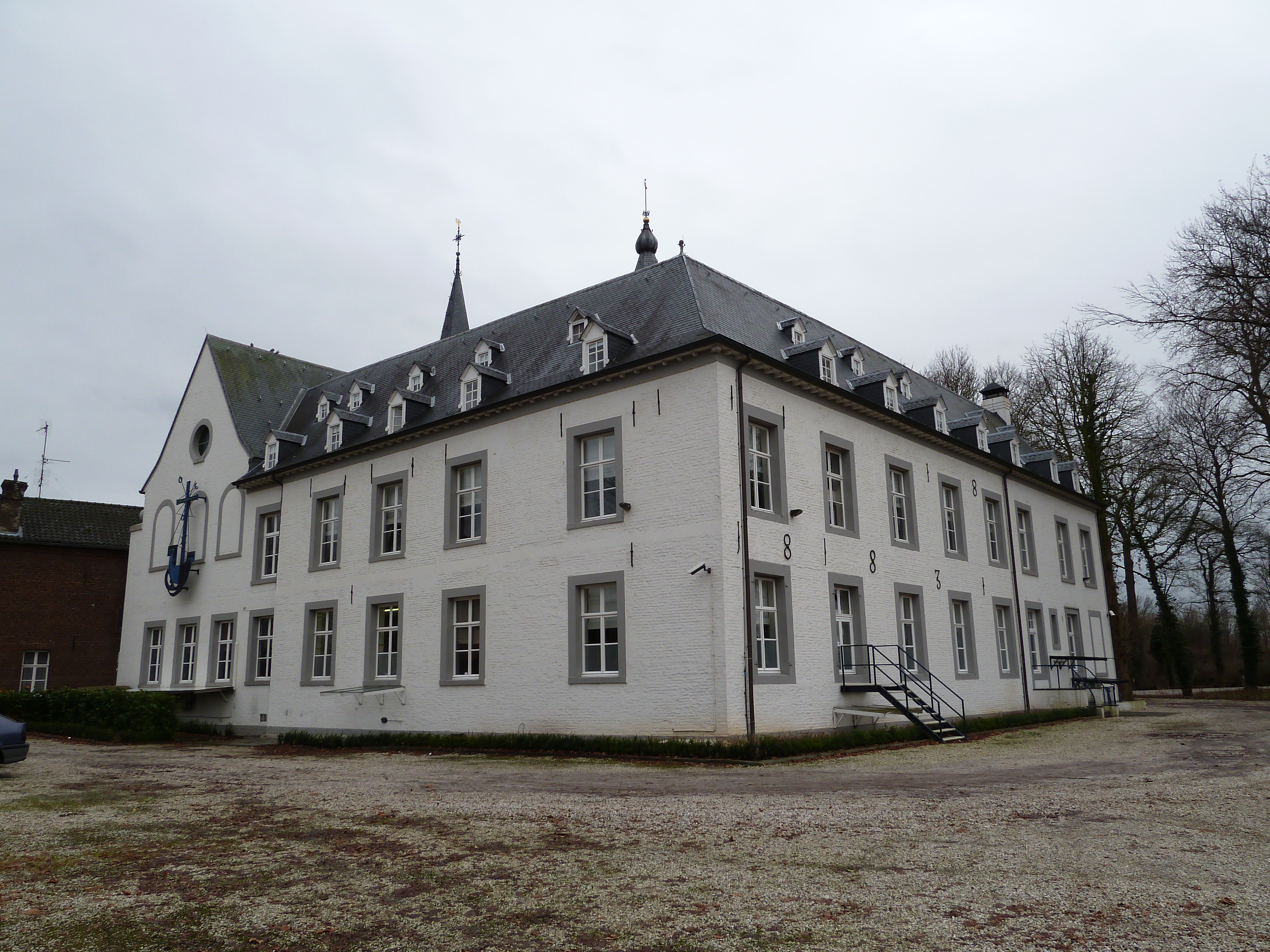